# Loch Etchachan
Loch Etchachan är en sjö i Storbritannien.   Den ligger i kommunen Aberdeenshire och riksdelen Skottland, i den norra delen av landet, 700 km norr om huvudstaden London. Loch Etchachan ligger 924 meter över havet. Arean är 0,19 kvadratkilometer. Trakten runt Loch Etchachan består i huvudsak av gräsmarker. Den sträcker sig 0,6 kilometer i nord-sydlig riktning, och 0,7 kilometer i öst-västlig riktning.